# Terre interdite
Pour plus de détails, voir Fiche technique et Distribution.
Terre interdite (Ground Zéro) est un film australien réalisé par Bruce Myles et Michael Pattinson, sorti en 1987.

## Synopsis
En Australie, un homme découvre que son père a filmé un test nucléaire ayant exposé les populations aborigènes à des radiations dangereuses.

## Fiche technique
- Titre : Terre interdite
- Titre original : Ground Zéro
- Réalisation : Bruce Myles et Michael Pattinson
- Scénario : Mac Gudgeon et Jan Sardi
- Musique : Tom Bähler (en) et Chris Neal
- Photographie : Steve Dobson
- Montage : David Pulbrook
- Production : Michael Pattinson
- Société de production : BDB, Burrowes Film Group et Hoyts Distribution
- Pays :  Australie
- Genre : Action, drame, thriller
- Durée : 109 minutes
- Dates de sortie : 
  -  Australie : 1er octobre 1987
  -  France : 26 avril 1989

## Distribution
- Colin Friels : Harvey Denton
- Jack Thompson : Trebilcock
- Donald Pleasence : Prosper Gaffney
- Natalie Bate : Pat Denton
- Neil Fitzpatrick : Hooking
- Bob Maza : Walemari
- Peter Cummins : Ballantyne
- Brian James : le vice-amiral Windsor
- Steve Dodd : Freddy Tjapalijarri

## Distinctions
Le film a été présenté en sélection officielle en compétition lors de Berlinale 1988.